# Железинский район
Железинский район (каз. Железинка ауданы) — административно-территориальная единица второго уровня, расположенная в северной части Павлодарской области Казахстана.
Административный центр — село Железинка, расположено в 177 км от города Павлодара.

## Физико-географическая характеристика

### Географическое положение
Площадь — 7,6 тыс. км². С севера граничит с Омской областью, с северо-востока — с Новосибирской областью, с юга — с Теренкольским районом, с востока район отделён рекой Иртыш от Иртышского района Павлодарской области.

### Климат
Климат района резко континентальный, характеризуется засушливостью весенне-летнего периода, максимум осадков в середине лета, высокими летними и зимними температурами, поздними весенними и ранними осенними заморозками, значительной ветровой деятельностью в течение года. Минимальная температура приходится на январь-февраль, максимальная — на июнь-июль. Средняя температура января −18º −19ºС, июля +19º +20ºС. Среднее годовое количество осадков — 275,5 мм, иногда до 300 мм. Максимальное количество осадков выпадает в конце июня-июля, иногда в августе. Снежный покров мощностью до 10 см устанавливается в среднем в конце ноября, максимальной высоты достигает в конце февраля — начале марта.

### Рельеф и гидрография
Железинский район располагается на территории Прииртышской равнины. Территория района при общем равнинном рельефе на поверхности имеет много замкнутых впадин, в наиболее глубоких из которых лежат озёра или заболоченные участки. На территории района имеются озёра Жарагаш, Айлак, Кызылтуз и другие, протекает река Иртыш. В недрах разведаны запасы естественных строительных материалов. Почвы в основном чернозёмные, встречаются солонцово-солончаковые комплексы. Растут полынь, типчак, ковыль, около 18 % площади занимают берёзовые колки. Чернозёмные степи, перемежающиеся берёзовыми колками, создают довольно живописный ландшафт.

### Флора и фауна
Территория района занята богаторазнотравно-ковыльными степями; также распространены типчак и полынь. Встречаются берёзово-осиновые колки с подлеском из шиповника и черёмухи.
На территории района обитают: волк, лисица, заяц, косуля, барсук, суслик, ондатра. Рыбы: осетровые, сазан, щука, окунь, чебак.

## Население

### Этнический состав
Национальный состав (на начало 2019 года):
- русские — 7268 чел. (47,08 %)
- казахи — 6118 чел. (39,63 %)
- немцы — 910 чел. (5,89 %)
- украинцы — 478 чел. (3,10 %)
- татары — 234 чел. (1,52 %)
- белорусы — 112 чел. (0,73 %)
- другие — 318 чел. (2,06 %)
- Всего — 15 438 чел. (100,00 %)

### Динамика численности
Численность населения в 1999 году — 26,3 тыс. человек, в 2012 году — 17,19 тыс.
Средняя плотность населения — 3,45 человека на кв. км в 1999 году и 2,23 человека на 1 км² в 2012 году.

## История
Урлютюбский район был образован Постановлением ВЦИК РСФСР от 31 января 1935 года в результате разукрупнения Максимо-Горьковского района. В состав вновь образованного Урлютюбинского района из Максимо-Горьковского района были переданы 13 сельсоветов.
Район образован Указом Президиума Верховного Совета Казахской ССР от 2 января 1963 года как сельский район в составе 10 сельсоветов, переданных из ликвидированного Урлютюбинского района.

## Административно-территориальное деление
На территории района 13 сельских округов:
| Адм. единица         | Численность в 1999 году, чел. | Численность в 2009 году, чел. | По сравнению с 1999 годом | Населённые пункты                                          |
| -------------------- | ----------------------------- | ----------------------------- | ------------------------- | ---------------------------------------------------------- |
| Актауский с.о.       | 1 134                         | 548                           | ↘48,3 %                   | Берёзовка, Жолтаптык                                       |
| Алакольский с.о.     | 1 362                         | 776                           | ↘57,2 %                   | Алаколь, Шипкуль                                           |
| Башмачинский с.о.    | 2 104                         | 1 364                         | ↘64,8 %                   | Башмачное, Абай, Береговое, Кузьмино                       |
| Валихановский с.о.   | 848                           | 602                           | ↘71,0 %                   | Валиханово                                                 |
| Весёлорощинский с.о. | 1 624                         | 1 198                         | ↘73,8 %                   | Весёлая Роща, Дюсеке, Жанабирлик, Славяновка               |
| Железинский с.о.     | 7 327                         | 6 174                         | ↘84,3 %                   | Железинка, Захаровка, Аккайын, Моисеевка, Пятирыжск        |
| Енбекшинский с.о.    | 1 006                         | 522                           | ↘51,9 %                   | Енбекши, Обозное                                           |
| Казахстанский с.о.   | 1 748                         | 1 329                         | ↘76,0 %                   | Жана Жулдыз, Ескара, Екишек                                |
| Лесной с.о.          | 1 400                         | 910                           | ↘65,0 %                   | Лесное, Крупское, Октябрьское, Раздельное                  |
| Михайловский с.о.    | 3 806                         | 2 344                         | ↘61,6 %                   | Михайловка, Благодатное, Красновка, Мынколь, Петропавловка |
| Новомирский с.о.     | 857                           | 521                           | ↘60,8 %                   | Церковное, Маркатай                                        |
| Озерновский с.о.     | 1 276                         | 448                           | ↘35,1 %                   | Озёрное, Жамбыл, Жанабет                                   |
| Прииртышский с.о.    | 1 801                         | 1 113                         | ↘61,8 %                   | Прииртышское, Безводное, Груздевка, Степное, Урлютюб       |

## Экономика
По территории района проходит железная дорога «Омск—Карасук», автомобильные дороги «Павлодар—Железинка—Омск», «Качиры—Купино»

### Сельское хозяйство
Сельскохозяйственная специализация в районе: зерновое хозяйство (пшеница), молочное животноводство, выращивается просо, гречиха, подсолнечник, производится мясо, мелкое кожсырьё. Сельскохозяйственным производством занимается 13 сельских хозяйств, 264 крестьянских хозяйства, 6706 личных подворий. Переработкой сельскохозяйственной продукции — 3 колбасных цеха, 3 объекта по переработке молока, 7 мельниц, 1 крупорушка, 8 цехов по переработке подсолнечного масла, 8 пекарен (всего 30 объектов переработки).

## Социальная сфера

### Образование и наука
В районе находятся 36 средних общеобразовательных школ, 3 дошкольные организации и 2 профессиональные школы-лицеи.

### Здравоохранение
В районе находится Железинская центральная районная больница.

### Культура
С 1935 года издаётся районная газета.
Для районных жителей действует Железинская центральная районная библиотека.